# (467003) 2016 CV72
(467003) 2016 CV72 es un asteroide perteneciente al cinturón de asteroides descubierto por el Mount Lemmon Survey el 19 de octubre de 2010 desde el Observatorio del Monte Lemmon (Arizona, Estados Unidos).